# Бульбашка

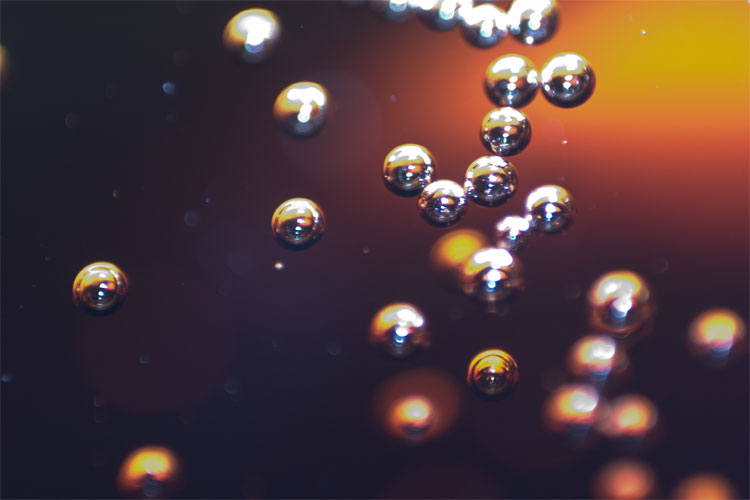
Бульбашки газу в газованій воді

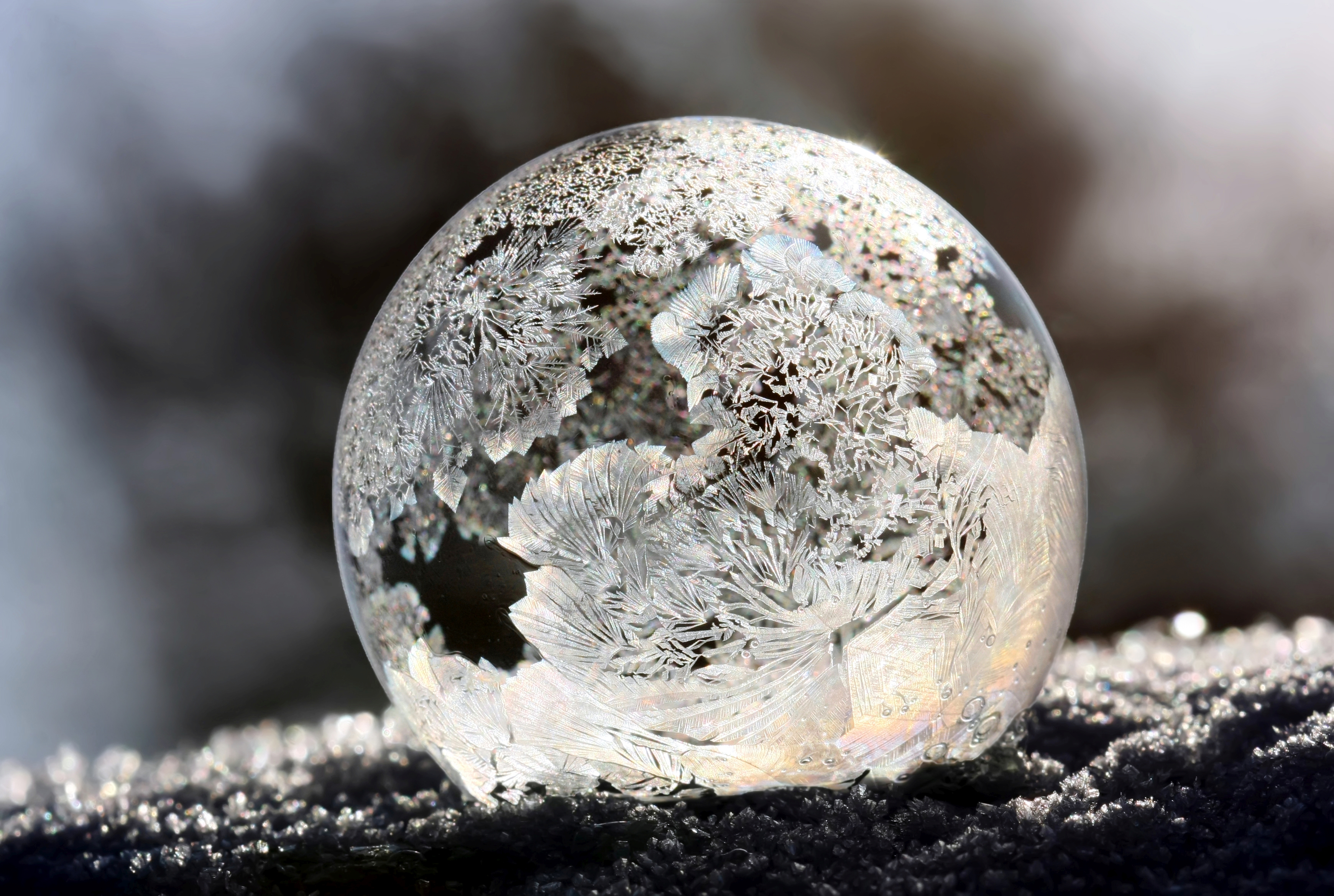
Замерзла бульбашка

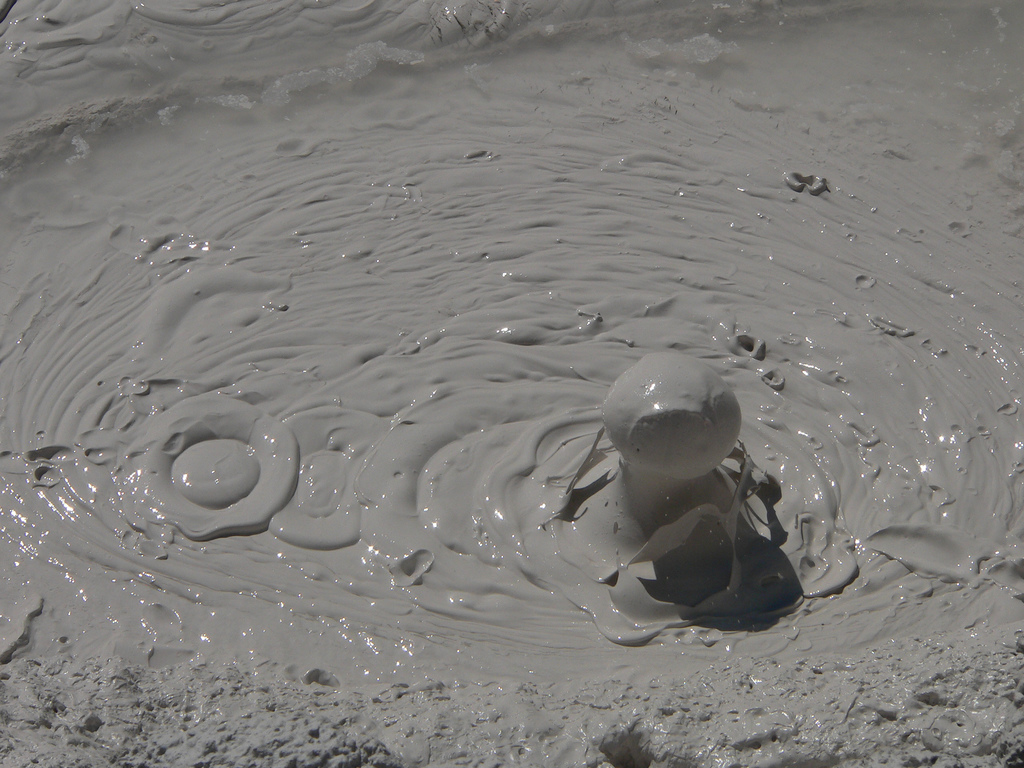
Бульбашка в багнюці (сірчані фумароли — сольфатари)

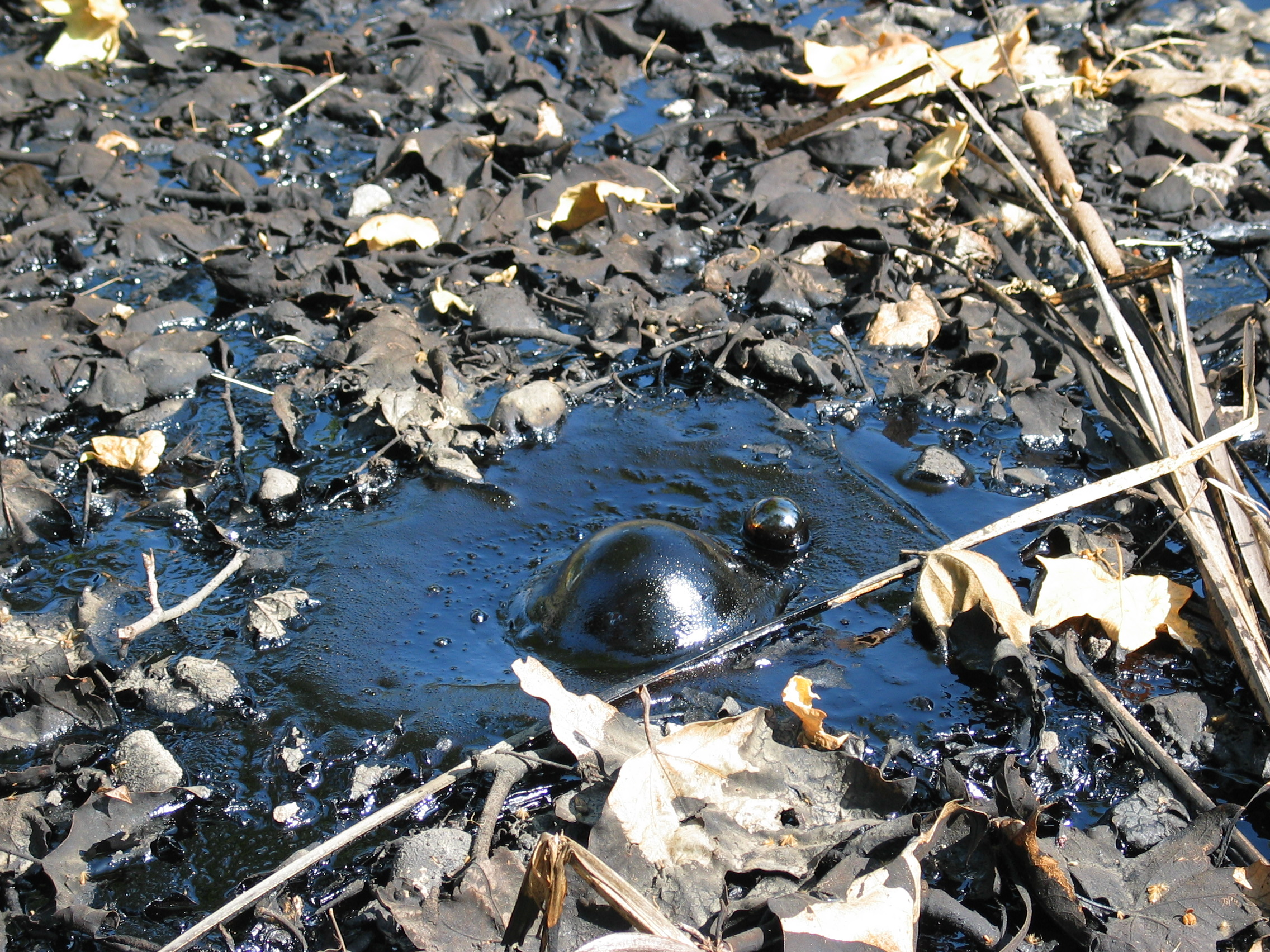
Бульбашка на поверхні дьогтю

Бульбашка — невеликий об'єм газу в рідині або твердому тілі. Бульбашки в рідинах виникають при кипінні, при хімічних реакціях, наприклад при реакції соди з оцтом, при турбулентній течії рідини, при кавітації. Бульбашки існують також в твердих тілах, наприклад, у склі.
Бульбашки здебільшого мають сферичну форму, яка пояснюється прагненням речовини до зменшення поверхневої енергії.
На бульбашку газу в рідині в умовах земного тяжіння діє Архімедова сила, виштовхуючи бульбашку до поверхні. Підіймаючись у вищі шари рідини бульбашка збільшується, оскільки потрапляє в області із меншим тиском, а умовою існування бульбашки є термодинамічна рівновага між газом у ній та рідиною, що означає рівність тисків у газі й рідині з поправкою на тиск пари над кривою поверхнею:
{\displaystyle p={\frac {2\gamma }{r}}+p_{0}},
де p — тиск у бульбашці, {\displaystyle \gamma } — коефіцієнт поверхневого натягу, r — радіус бульбашки, {\displaystyle p_{0}} — тиск у рідині.
Бульбашка може зберігатися певний час на поверхні рідини, перш ніж луснути.

## Документальні фільми
- Дивовижний світ бульбашок(2013) (англ. Pop! The Science of Bubbles)